# Barce uhleri
Barce uhleri är en insektsart som beskrevs av Banks 1909. Barce uhleri ingår i släktet Barce och familjen rovskinnbaggar. Inga underarter finns listade i Catalogue of Life.